# Norma Farber
Norma Holzman Farber (* 6. August 1909 in Boston; † 21. März 1984 in Cambridge, Massachusetts) war eine US-amerikanische  Kinderbuch-Autorin und Lyrikerin.  Die Poetry Society of America benannte nach ihr ihren jährlich vergebenen Norma Farber First Book Award für US-Schriftsteller, die ihren ersten Band mit eigener Lyrik veröffentlichen.

## Leben
Die Tochter der wohlhabenden jüdischen Bostoner Bürgerfamilie Holzman besuchte das dortige Mädchengymnasium (Girls’ Latin School) und das Wellesley College. Bereits in der Schulzeit betätigte sie sich literarisch. 1931 absolvierte sie ihren Bachelor-Abschluss und schloss eine Master-Graduierung in Vergleichender Literaturwissenschaft am Radcliffe College an, die sie 1932 ablegte. Sie studierte auch Creative Writing bei Robert Hillyer an der Harvard University.
Als 18-Jährige heiratete sie 1928 Sidney Farber, den späteren Gründer der „Children's Cancer Research Foundation“ (heute bekannt als „Dana-Farber Cancer Institute“) in Boston. Der Ehe entsprangen vier Kinder.
Auch als klassisch ausgebildete Sängerin machte sie im In- und Ausland mit Auftritten von sich reden. In Belgien errang sie als Sopranistin 1936 den „1. Preis“ (premier prix) für Gesang der Jury Central des Etudes Musicales.
Farber veröffentlichte sechs Lyrikbände und 18 Kinderbücher. Ihre Gedichte wurden erstmals in den 1940er-Jahren publiziert. Sie war bis an ihr Lebensende literarisch aktiv. Die New York Times widmete ihr 1984 einen Nachruf. Im deutschen Sprachgebiet ist sie nahezu unbekannt, da ihre Bücher bislang nicht übersetzt wurden.

## Werke

### Lyrik
- Look to the Rose: Poems 1958
- A Desperate Thing: Marriage is a Desperate Thing. Poems Plowshare Press, 1973 ISBN 978-0-87368-202-2
- Something Further: Poems Kylix Press, 1979  ISBN 978-0-914408-10-9
- Shekhina: Forty Poems Capstone Editions, 1984 ISBN 978-0-9610662-2-2
- A Birth in the Family: Nativity Poems El León Literary Arts, 2003 ISBN 978-0-88739-538-3

### Kinder- und Jugendbuch (Auswahl)
- Mercy Short: A Winter Journal, North Boston, 1692-93 Dutton, 1982 ISBN 978-0-525-44014-7 Originalausgabe 1973
- The Boy who Longed for a Lift HarperCollins, 1997 ISBN 978-0-06-027108-4

### Anthologien
- Poets of Today, Norma Farber. „The Hatch, Poems“. Scribner, 1955

## Auszeichnungen
- Golden Rose Award
- As I Was Crossing Boston Common war  nominiert für einen National Book Award 1975